# Louis Antoine de Bougainville

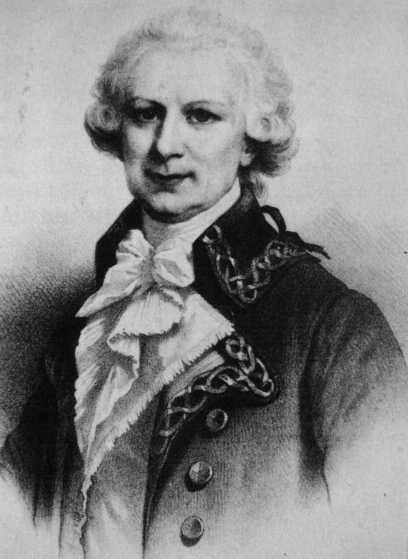
Retrato de Bougainville de joven (artista desconocido. Reproducción en Randier "La Royale").

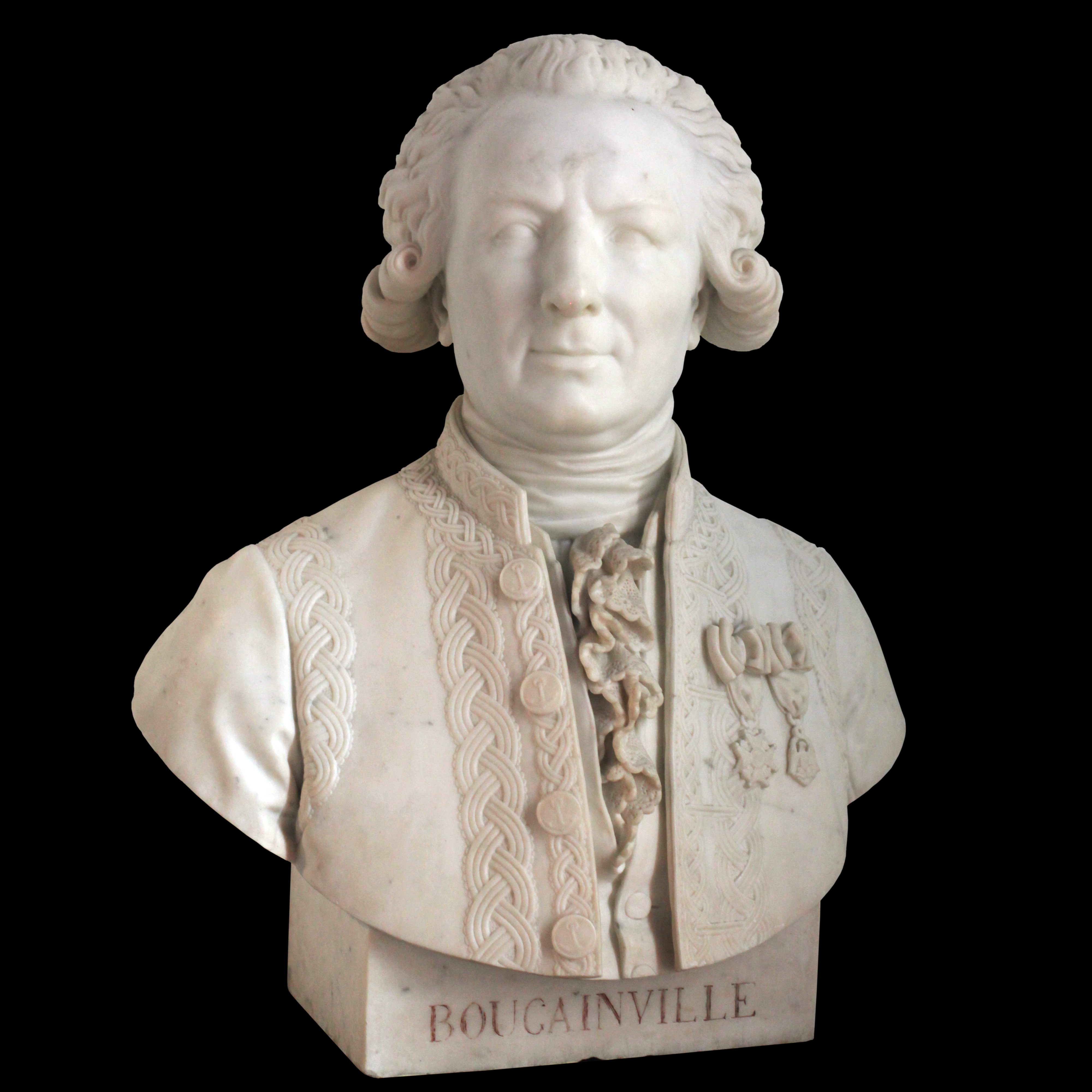
Busto del Museo de la Marina en París

Louis Antoine de Bougainville, conde de Bougainville (París, 12 de noviembre de 1729 – París, 31 de agosto de 1811) fue un militar, explorador y navegante francés que hizo la primera circunnavegación francesa, y destacó por su descripción de Tahití.
En su memoria se bautizó la isla Bougainville  y la fosa de Bougainville, en el archipiélago de Salomón, así como la planta Buganvilia, que descubrió el naturalista de la expedición en Brasil y trajo en su barco a Europa.

## Primeros años

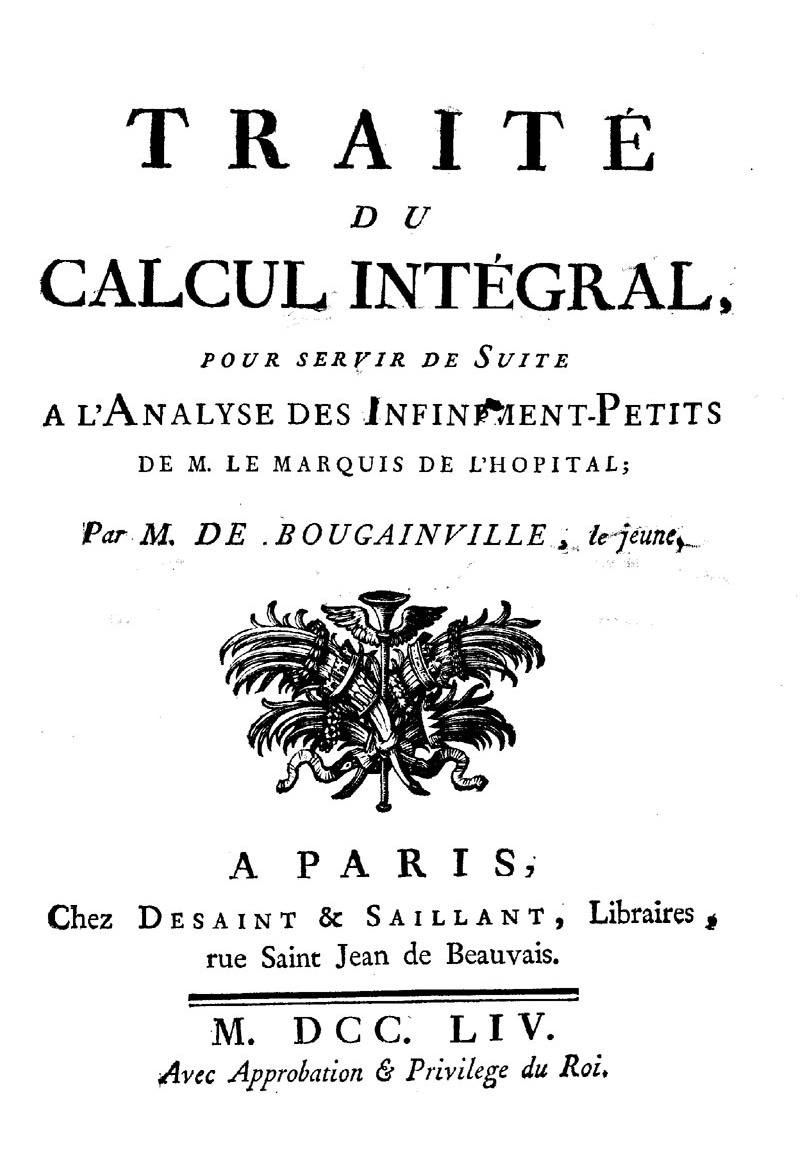
Traité du calcul intégral, 1754

Louis Antoine de Bougainville nació en París, Francia, el 12 de noviembre de 1729. Era hijo de un notario y hermano menor del historiador Jean-Pierre de Bougainville (1722-63). Empezó a estudiar leyes y estudió ampliamente en el colegio de la Universidad, mostrando una aptitud particular para el estudio de las matemáticas y la ley.
A los veintitrés años publicó un tratado de cálculo integral como suplemento del tratado de L'Hôpital sobre el cálculo infinitesimal (Traité du calcul intégral, pour servir de suite à l'Analyse des infiniments petits de M. le marquis de l'Hôpital, publicado en 2 volúmenes, 1754-1756).
En primer lugar, ejerció como abogado en el Parlamento de París, y luego, en 1753, ingresó en el ejército en el cuerpo de mosqueteros comenzando su carrera militar. En 1754, fue nombrado Secretario de la Embajada en Londres y se convirtió en miembro de la Royal Society el 8 de enero de 1756.

### En Canadá
Fue nombrado ayudante de Francisco Chevert, y después fue enviado a Canadá en 1756 como capitán de dragones y ayudante de campo de Louis-Joseph de Montcalm (1712-59). Tomó parte activa en la captura de Fort Oswego en 1756 y en 1757 en la batalla de Fort William Henry. Fue herido en 1758 en la exitosa defensa de Fort Carillon. Se embarcó de regreso a Francia el invierno siguiente, con las órdenes del marqués de obtener del gobierno de Luis XV más recursos militares para mantener la colonia y durante esa travesía, continuó familiarizándose con las formas del mar, unas habilidades que le servirían más adelante.
Habiéndose distinguido en la guerra contra Gran Bretaña, fue recompensado con la cruz de San Luis. En una célebre discusión, el duque de Choiseul, que quería desentenderse de Canadá, le dijo «cuando la casa se quema, uno no se ocupa de los establos». Bougainville le respondió: «al menos, señor, no se podrá decir que usted habla como un caballo». Esto atrajo la atención de Madame de Pompadour de la que acabaría siendo el protegido, que lo presentó al rey y fue ascendido a coronel. De vuelta a Canadá, con pocos suministros, y después de la muerte de Montcalm en 1759, participó en la defensa de Quebec y fue de los oficiales que firmaron la rendición ante los ingleses.
Durante el año clave de 1759 (véase la guerra de los Siete Años y la guerra franco-india), participó en la defensa de la capital de Nueva Francia, la ciudad fortificada de Quebec. Con una pequeña tropa de élite bajo su mando, en la que había granaderos y voluntarios a caballo, patrulló la ribera norte del río San Lorenzo, aguas arriba desde la ciudad, durante todo el verano, para detener varios intentos de desembarco de los británicos para cortar las comunicaciones con Montreal. No tuvo tiempo suficiente, sin embargo, para reunir sus fuerzas y atacar la retaguardia británica, cuando subieron con éxito a las Llanuras de Abraham y atacaron Quebec el 13 de septiembre.
Tras la muerte del marqués de Montcalm y la caída de Quebec el 18 de septiembre —después de la frustrada intentona del coronel para reabastecer a la ciudad sitiada— Bougainville fue enviado al frente occidental por su nuevo oficial al mando de Francis de Gaston, Chevalier de Levis (1719-87) y trató de detener el avance británico desde sus trincheras en Île-aux-Noix. Fue uno de los oficiales que acompañaban a Lévis a la Île Sainte-Hélène, aguas afuera de Montreal, en la última estancia de los franceses en América antes de la capitulación general de 1761. De la guerra, Bougainville escribió en su diario: «Es un tipo abominable de guerra. El mismo aire que respiramos está contagiado de insensibilidad y dureza».
Enviado de vuelta a Europa, junto con los otros oficiales franceses, privados de todos los honores militares por los vencedores, Bougainville tenía la prohibición de adoptar cualquier servicio activo más contra los británicos según los términos de la rendición. Pasó los últimos años de la guerra de los Siete Años (1761 a 1763) como diplomático, distinguiéndose en las orillas del Rhin, y ayudó a negociar el Tratado de París que finalmente concedió la mayor parte de Nueva Francia al Imperio británico.

### La colonia de las Malvinas

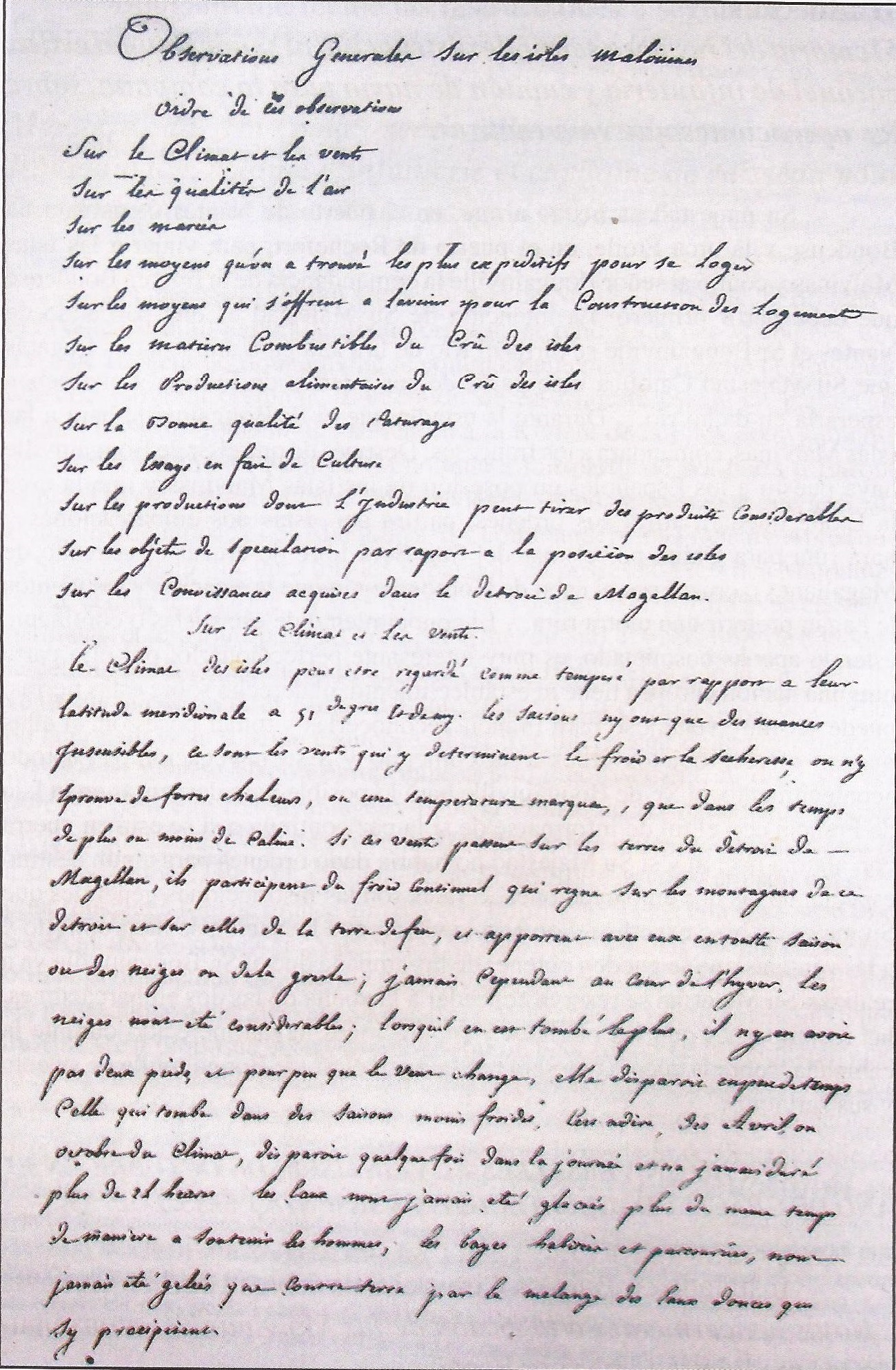
Primera página de «Observations Générales sur les Iles Malouines» (Observaciones Generales de las Islas Malvinas) redactado por Louis Antoine de Bougainville en Puerto Soledad, antes del traspaso de la colonia a los españoles en abril de 1767.

Cuando la paz se firmó en 1763 el gobierno francés concibió el proyecto de colonización de las Islas Malvinas, y Bougainville, emprendió la tarea por su propia cuenta. Fue nombrado capitán de fragata y con dos barcos, el L'Aigle (El Águila) y Le Sphinx (La Esfinge), emprendió rumbo a las islas Malvinas y ese mismo año, 1763, estableció la colonia de Port St. Louis (ahora Puerto Soledad) (llamada según su nombre), lo que provocó los celos de Gran Bretaña y el gobierno español.
Tres años más tarde y a pesar de que la colonia francesa tenía ya más de 150 personas, por motivos financieros (él mismo pagó muchas expediciones) y razones diplomáticas (España temía que las Malvinas se convirtiesen en una base de retaguardia para atacar su oro de Perú), por orden del rey Louis XV, Bougainville fue obligado a desmantelar su colonia y vender las islas a los españoles (el Rey de España le pagó 603 000 libras por las islas). El 31 de enero de 1767, se reunió en el Río de la Plata con don Felipe Ruiz Puente, al mando de las fragatas La Esmeralda y La Liebre y futuro gobernador de las islas Malvinas, para tomar posesión de las islas, y evacuar a la población francesa. Durante este tiempo francés, los marineros británicos trataron de establecerse en 1766 en el puerto de la Croisade, al que renombraron como Port Egmont.[cita requerida] Bougainville escribió:

«En diciembre de 1766, la fragata HMS Japan atracó en Port Louis frente al fuerte. El capitán MacBride desembarcó, profirió amenazas y se marchó el mismo día».

## Viaje de circunnavegación

Mapa de la ruta de la expedición de circunnavegación al mundo (1766-69). Los nombres de las escalas están en francés y corresponden a los nombres de la época.

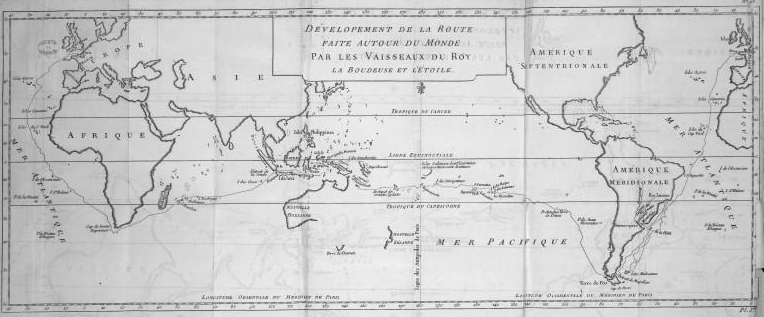
Grabado que acompañaba el libro Voyage autour du monde, publicado en París en 1772

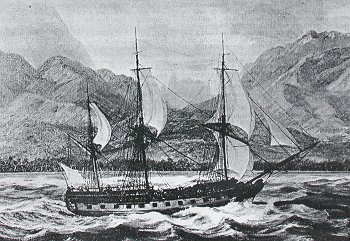
La Boudeuse, de Louis Antoine de Bougainville

En 1766 Bougainville recibió de Louis XV permiso para realizar una circunnavegación del globo. Se convertiría en el 14.º navegante de la historia occidental, y el primer francés, en organizar una expedición para dar la vuelta al mundo, y su finalización reforzaría el prestigio de Francia maltrecho tras su derrota en la guerra de los Siete Años. Bougainville se pasó a la marina y presentó un proyecto de expedición en el que cargaría con los gastos financieros creando la Compañía de Saint-Malo. Bougainville se encargaría de la misión de entregar las islas Malvinas a los españoles y quería aprovechar el viaje para explorar tierras colonizables en el Pacífico. La expedición contaría con un equipo científico formado por el astrónomo Véron y el naturalista Philibert Commerson, además de un artista.
Bougainville salió de Brest el 15 de diciembre de 1766 a bordo de la fragata Boudeuse. Un segundo barco, L'Étoile, una urca (flute, buque de carga), partió de Rochefort el 1 de febrero de 1767 y se le unió para dar la vuelta al mundo el 13 de junio de 1767 en Río de Janeiro, después de dos citas perdidas en las Malvinas y en la desembocadura del Río de la Plata. A bordo iba el botánico Philibert Commerson, que había embarcado con su ayudante de cámara, más tarde desenmascarado como Jeanne Baret, la amante de Commerson, que se convertiría así en la primera mujer en circunnavegar el globo. Nadie descubrió el engaño hasta que llegaron a Tahití y este fue descubierto por los nativos.
En Brasil, Commerson, encontró la planta que bautizó en honor al capitán, buganvilla, y cuya flor se entregaría a la primera esposa de Napoleón.

### Tahití
Después de entregar las islas Malvinas a los españoles, franquearon el estrecho de Magallanes y el 22 de marzo avistaron el grupo de islas Tuamotu, explorando el vasto y peligroso archipiélago. En el 2 de abril avistaron la cima de Mehetea y visitaron la famosa isla de Tahití, que acababa de ser descubierta en abril de 1768 por Samuel Wallis a bordo del HMS Dolphin. Permanecieron allí menos de diez días y Bougainville reclamó la isla para Francia y la llamó Nueva Citera. Partieron con un joven voluntario tahitiano Aotourou, que hizo el viaje hasta París y que murió años después de viruela cuando iba en un viaje de vuelta, tras una escala en la isla de Francia (en la actualidad la isla Mauricio).
Asimismo, exploró un par de semanas más tarde la isla que lleva su nombre. Entonces descubrió la mayor parte de las islas Samoa, que llamó «îles des Navigateurs» (islas de los Navegantes), revisó las islas de Saint-Esprit de Pedro Fernández de Quirós (actual Vanuatu). Siguió a lo largo del archipiélago de las Luisiadas, encontró las islas Salomón y, finalmente, pudo obtener suministros en las Molucas.
Salieron de Tahití y navegaron hacia el suroeste hasta Samoa y las Nuevas Hébridas, y luego a continuación, cuando avistaron Espíritu Santo se dirigieron hacia el oeste todavía buscando el continente austral. El 4 de junio casi naufragaron por las fuertes olas y tuvieron que cambiar de rumbo hacia el noreste. Casi había llegado hasta la Gran Barrera de Coral. Navegó por lo que ahora conocemos como las islas Salomón que, a causa de la hostilidad de los nativos, evitó. Llamó a la isla Bougainville, por sí mismo. La expedición fue atacada por personas de Nueva Irlanda, por lo que siguieron hacia las Molucas. En Batavia, recibieron noticias de Wallis y Carteret, que habían precedido a Bougainville.

### Regreso a Francia
Regresó a Saint-Malo el 16 de marzo de 1769, completando su circunnavegación, con la pérdida de sólo siete de los más de 200 hombres de la expedición, un nivel extremadamente bajo de accidentes y con el crédito de una gestión inteligente de la expedición. Su viaje de circunnavegación fue también notable por ser el primero en incluir a una mujer, Jeanne Baret.
En 1771 publicó el relato de su viaje con el título de Description d'un voyage autour du monde (Descripción de un viaje alrededor del mundo), evoca el mito del «paradis polynésien» ("paraíso polinesio"). Pensando que había descubierto Tahití, pese a que fue precedido por Samuel Wallis y que James Cook haría una estancia mucho más extensa, Bougainville vio las contribuciones científicas de su viaje también ensombrecidas por el carácter ambiguo del éxito de su libro. No obstante, hizo un gran progreso de la geografía de Oceanía, descubriendo nuevas islas, precisando la situación de muchas otras, informando sobre las costumbres de los nativos.
El relato de su viaje, Voyage autour du monde, despertó un enorme interés por sus descripciones paradisíacas de la Nueva Citera, el jardín del Edén o los Campos Elíseos. Describió un pueblo feliz e inocente sin corrupciones ni prejuicios, que provocó una serie de pensamientos filosóficos y utópicos sobre la civilización. Este libro suscitó una secuela memorable de Denis Diderot, que en 1772 publicó su Supplément au voyage de Bougainville (Suplemento al viaje de Bougainville), donde hace una revisión del buen salvaje de Rousseau.

### La leyenda comienza
La descripción que Bougainville hizo de Tahití en 1771 en su libro Voyage autour du monde, ofreció una visión de un paraíso terrenal donde los hombres y mujeres vivían felices en la inocencia, lejos de la corrupción de la civilización. Su descripción ilustraba poderosamente el concepto del buen salvaje, e influyó en los pensamientos utópicos de filósofos como Jean-Jacques Rousseau antes de la llegada de la Revolución Francesa.
En el Suplemento al viaje de Bougainville de Denis Diderot, se narra con artificio la historia del desembarco de Bougainville en Tahití; aparece un lector anónimo que valora a uno de sus amigos los hechos: este enfoque de ficción de la expedición de Bougainville, junto con la descripción hecha en paralelo por un tahitiano, testigo de los males colonizadores, se entiende como una crítica a las formas occidentales de vivir y de pensar.

## Guerra de Independencia de los Estados Unidos de América
Después de un intervalo de varios años, Bougainville aceptó un mando naval. En 1775 se embarcó en La Terpsícore y en 1776 en Le Solitaire. En 1777 comandó Le Bien-Aimé (El Amado), y después, de 1778 a 1779, Le Guerrier (El Guerrero). Promovido a Jefe de Escuadrón el 8 de diciembre de 1779, mandó varios buques en la guerra de Independencia de los Estados Unidos. Luchó contra el almirante Samuel Hood, en la Martinica, y participó el 5 de septiembre de 1781 en la batalla de la bahía de Chesapeake. Reingresó en el Ejército con el rango de mariscal de campo (equivalente a general de brigada).
Su comportamiento en la batalla de las Saintes, el 12 de abril de 1782, fue muy curioso. A la cabeza de su división de seis barcos, abandonó a su almirante, el conde de Grasse, y la docena de buques franceses que combatían y fueron derrotados por los buques ingleses al mando del almirante George Brydges Rodney. Bougainville, que comandaba la Auguste, afirmó no haber entendido las señales de su buque insignia fijando la maniobra y se puso a salvo en Saint Eustace. Era fácil darse la vuelta con su división y regresar en menos de una hora al campo de batalla. Al hacerlo, habría causado el pánico entre los buques ingleses que rodeaban a los franceses. Muchos testigos abrumaron con la deserción de Bougainville en el juicio que se celebró en Lorient en 1784. Sin embargo, Bougainville fue absuelto porque su condena habría sido embarazosa para los ministros, teniendo en cuenta sus relaciones.

## Revolución y el Imperio

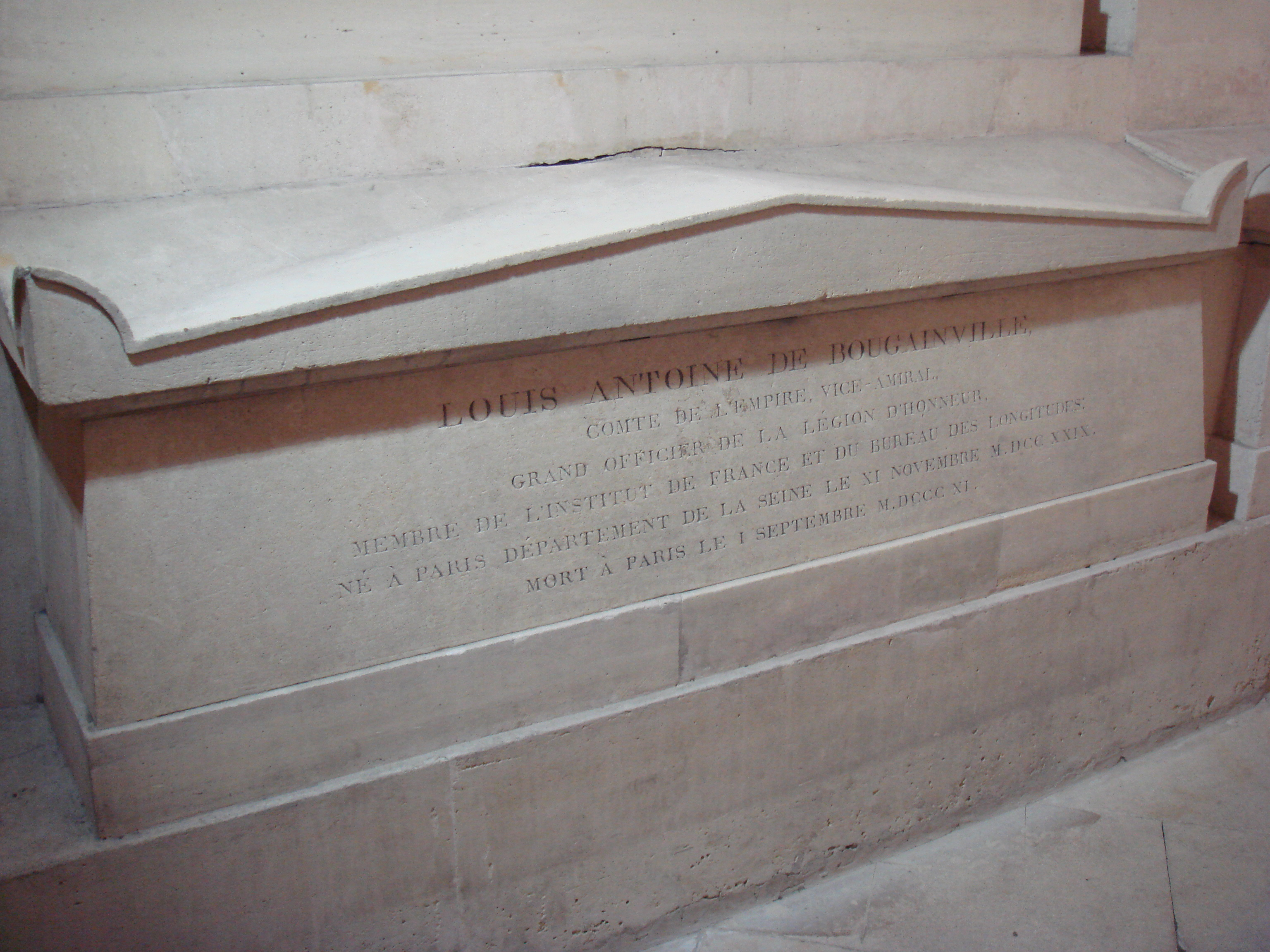
Tumba de Louis Antoine de Bougainville, en el Panteón.

Después de la paz de 1783 regresó a París, y en 1787 se convirtió en miembro libre asociado de la Academia Francesa de Ciencias. Proyectó un viaje de descubrimiento hacia el Polo Norte, pero no contaba con el apoyo del gobierno francés y la petición fue denegada por el ministro Loménie de Brienne. Se mantuvo fiel a Luis XVI durante la Revolución. Fue el responsable de comandar en 1790 la flota naval de Brest. Obtuvo el rango de vicealmirante en 1791 y al no haber podido restaurar el orden en su tropa indisciplinada, se retiró del servicio. Abandonó la Marina después de que el ministerio le negara en 1792 una petición para dedicarse al estudio de las ciencias y se retiró a su finca en Normandía.
Fue arrestado durante el Terror y puesto en libertad después de la caída de Robespierre. De regreso a París, fue uno de los miembros fundadores del «Bureau des Longitudes» en 1795. En 1799, Napoleón I le nombró senador, y fue distinguido como Gran Oficial de la Legión de Honor en 1804. En 1808, fue considerado conde del Imperio y presidió el consejo de guerra que juzgó a los responsables de la Batalla de Trafalgar en 1809. Esta sería su última función oficial.
Murió en París el 31 de agosto de 1811. Estaba casado y tenía tres hijos, que servían en el ejército o la marina franceses, siendo el más destacado Hyacinthe de Bougainville, también marinero y circunnavegante. Sabía y sentía pasión por las plantas y su jardín fue notable (Château de Suisnes). Cuando el gusto por las rosas comenzó a crecer, proporcionó a su jardinero jefe Aubin Cochet el capital para la instalación de un vivero en el que cultivar rosas, siendo el primero que hizo tal cosa en el Brie.
Su corazón está enterrado en el cementerio Calvary, en Montmartre, y su cuerpo descansa en el Panteón de París.

## Legado

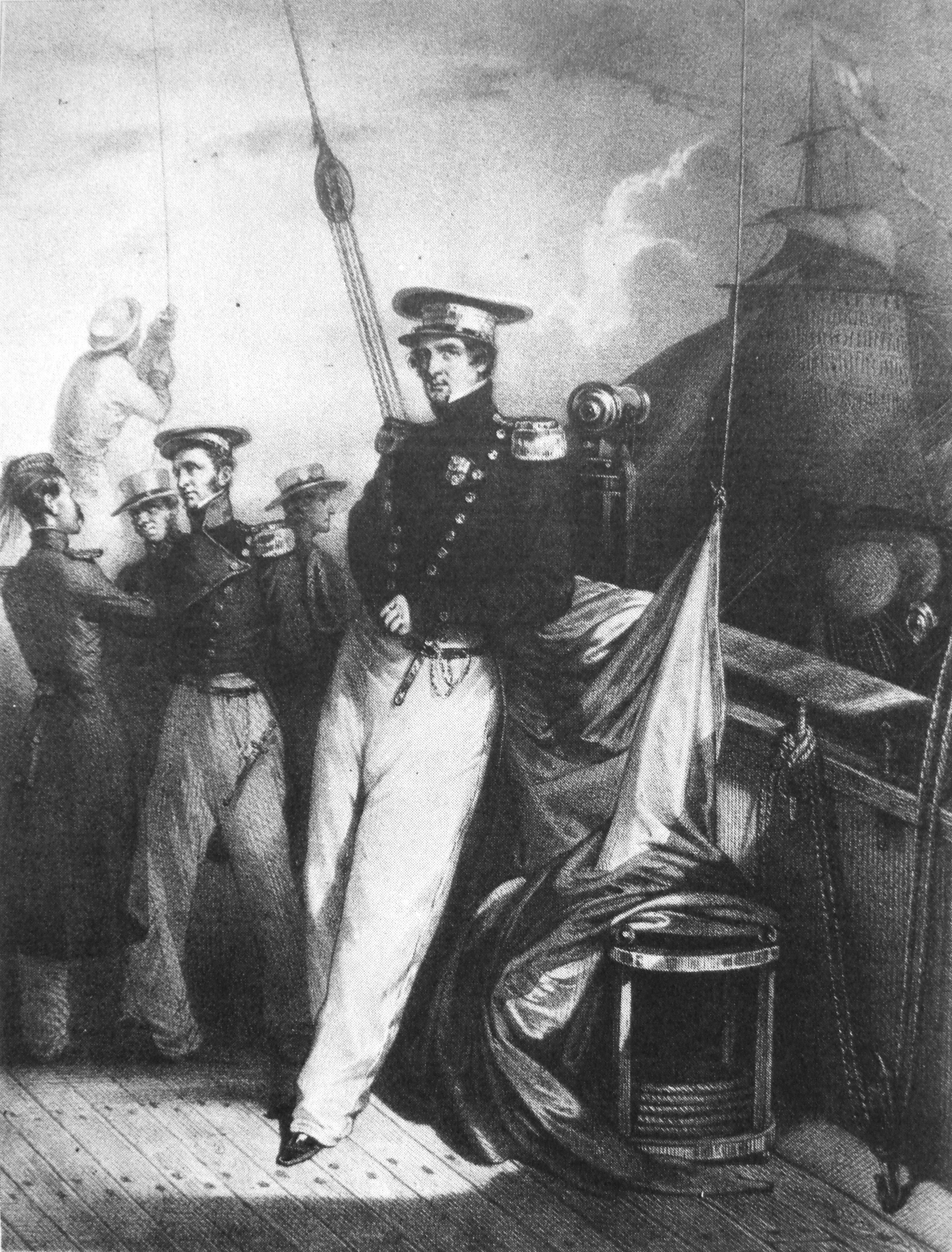
Hyacinthe de Bougainville, también navegante y circumnavegador, era hijo de Louis Antoine de Bougainville.

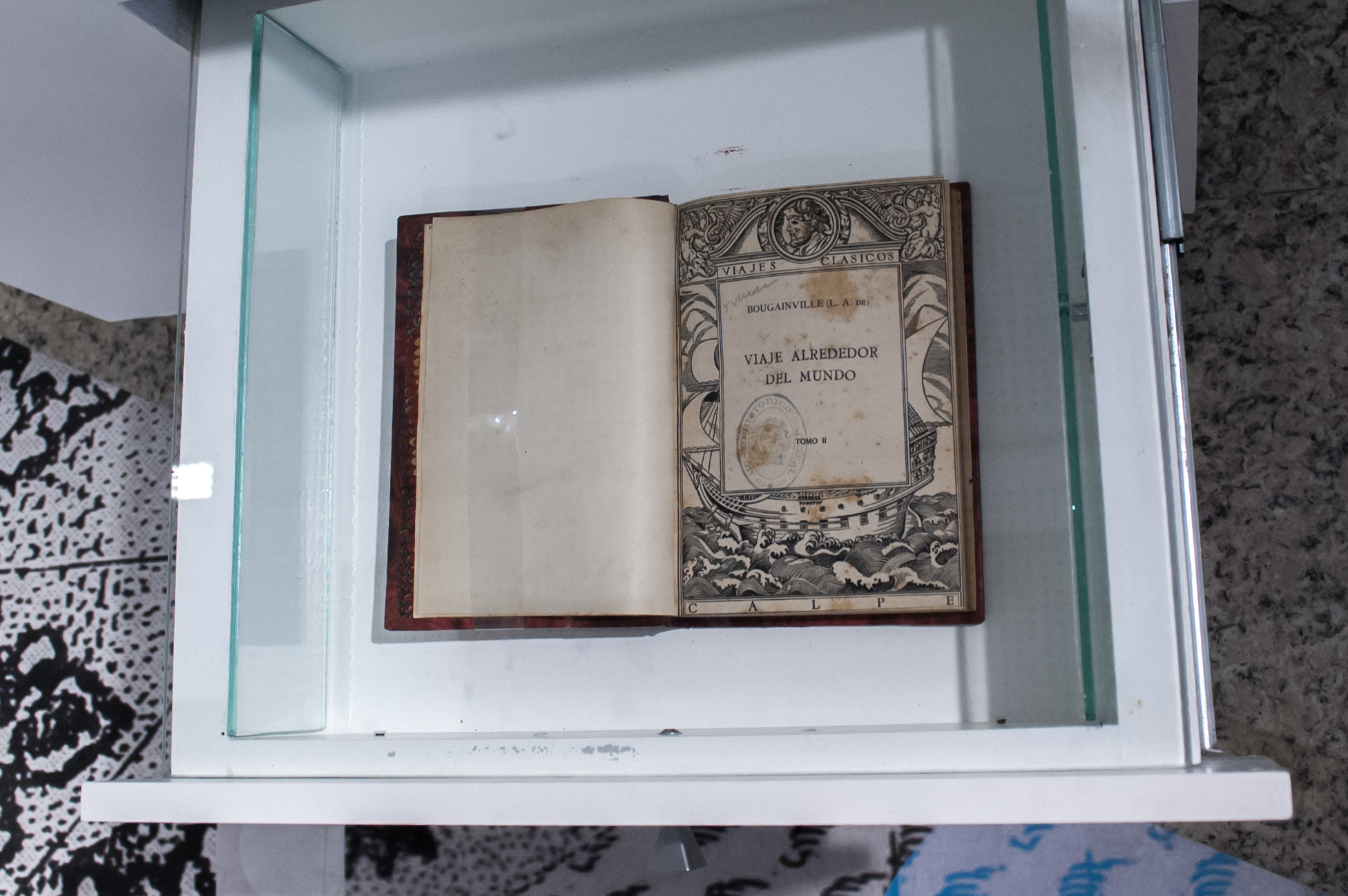
Copia del Viaje alrededor del Mundo de Bougainville en el Museo Malvinas e Islas del Atlántico Sur en Buenos Aires.

Se le honró nombrando con su apellido, Bougainville, a la mayor de las islas del archipiélago de las Salomón y también al estrecho que la separa de la isla de Choiseul. Asimismo, lleva ese nombre el estrecho entre las islas Mallicollo y Espíritu Santo del grupo de las Nuevas Hébridas. En las Malvinas, Port Louis, y la isla Bougainville (en inglés, Lively Island) le conmemoran.
Un género de plantas de América del Sur, unas especies arbustivas trepadoras con brácteas de colores, las bougainvilleas, llevan su nombre.
Además, trece barcos de la Marina francesa han sido nombrados en su honor.

### Ruta del viaje de circunnavegación
- Brest, 5 de diciembre de 1766
- Islas Malvinas, Río de Janeiro, Montevideo
- Archipel Dangereux (Tuamotu), 21 de marzo de 1768,
  - Quatre Facardins, hoy en día Vahitahi
  - Lanciers, hoy en día Akiaki
  - La Harpe, hoy en día Hao
  - Islas Dos Grupos (Îles Deux Groupes), Hikueru, Reitoru, Haraiki, Anaa
- Islas Borbón (Îles Bourbon), hoy en día islas de la Sociedad
  - Boudeuse, hoy en día Mehetia, 2 de abril.
  - Nouvelle Cythère, hoy en día Tahití, 6 de abril
  - Huahine, Raiatea, Tahaa, Bora Bora
- Islas de los Navegadores (Îles des Navigateurs), hoy en día islas Samoa, 3 de mayo
  - Manua, Tutuila, Upolu
- l'Enfant Perdu, hoy en día islas Hoorn en Wallis y Futuna
- Archipel des Grandes Cyclades, Vanuatu
  - Aurore (Maéwo), Pentecóte, îles des Lepreux (Aoba)
- Islas Salomón
  - Vella Lavella, Choiseul, Bougainville
- Papúa Nueva Guinea
  - Archipel de la Louisiade, Nueva Bretaña, Nueva Irlanda
- Java, 28 de septiembre de 1768
- Saint-Malo, 16 de marzo de 1769

### Barcos y tripulación
| | Boudeuse                                         | Étoile                                                   |
| --- | ------------------------------------------------ | -------------------------------------------------------- |
| Tipo de barco                                                                                         | Fragata                                          | Urca                                                     |
| Desplazamiento                                                                                        | 550 toneladas                                    | 480 toneladas                                            |
| Eslora                                                                                                | 40 m                                             | 33,8 m                                                   |
| Tripulación                                                                                           | 11 oficiales y 203 hombres (muertos: 7)          | 8 oficiales y 108 hombres(1) (muertos: 2)                |
| Comandante                                                                                            | Louis-Antoine de Bougainville (capitán de navío) | F. Chesnard de La Giraudais (capitán de fragata)         |
| Lugarteniente                                                                                         | Pierre-Nicolas Duclos-Guyot (capitán de fragata) | J.L. Caro l'Ainé (teniente de navío)                     |
| Naturalista                                                                                           |                                                  | Philibert Commerson (desembarcado en la isla de Francia) |
| Cirujano                                                                                              | L.C. La Porte                                    | F.Vivès (desembarcado en la isla de Francia)             |
| Astrónomo                                                                                             |                                                  | C.F.P. Véron                                             |
| Pasajero                                                                                              | príncipe de Nassau-Siegen                        |                                                          |
| (1) Cuando se descubre que Jeanne Baré, ayudante de Commerson, es una mujer se traslada a la Boudeuse |                                                  |                                                          |

## Publicaciones

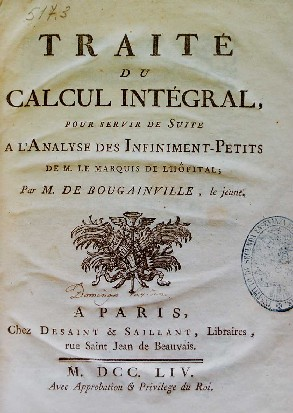

- Traité du calcul intégral, pour servir de suite à l'Analyse des infiniments petits de M. le marquis de l'Hôpital (2 vols., 1754-1756) — Texto en línea vol. 1 vol. 2.
- Voyage autour du monde par la frégate du Roi La Boudeuse et la flute l'Etoile en 1766, 1767, 1768, et 1769 (2 vols., 1772). Hay edición en español de esta obra, con el título de Viaje alrededor del mundo por la fragata del rey la "Boudeuse" y la fusta la "Estrella" en 1767, 1768 y 1769 ..., con traducción de Josefina Gallego de Dantín, editado por Calpe, 1921. Viaje a Tahití; seguido de Suplemento al viaje de Bougainville o Diálogo entre a y b, por Denis Diderot, José J. de Olañeta, 1999 ISBN 978-84-7651-783-3
- Essai historique sur les navigations anciennes et modernes dans les hautes latitudes septentrionales. (Comptes rendus de l'Académie des Sciences).
- Notice historique sur les sauvages de l'Amérique septentrionale. (Comptes rendus de l'Académie des Sciences).
- Écrits sur le Canada : mémoires, journal, lettres, publicado bajo la dirección de Roland Lamontagne, Éditions du Pélican, Sillery (Québec), 1993.